# Tennessee Firebird
| Recensione | Giudizio |
| ---------- | -------- |
| AllMusic   |          |

Tennessee Firebird è un album a nome Gary Burton and Friends Near, Friends Far, pubblicato dalla casa discografica RCA Victor Records nel marzo del 1967.

## Tracce

### LP
Lato A
1. Gone – 4:51 (Smokey Rogers) – Registrato il 21 settembre 1966
2. Tennessee Firebird – 2:55 (Gary Burton) – Registrato il 21 settembre 1966
3. Just Like a Woman – 3:47 (Bob Dylan) – Registrato il 19 settembre 1966
4. Black Is the Color of My True Love's Hair – 1:51 (Tradizionale) – Registrato il 21 settembre 1966
5. Faded Love – 3:20 (Bob Wills, John Wills) – Registrato il 20 settembre 1966

Lato B
1. I Can't Help It (If I'm Still in Love with You) – 2:54 (Hank Williams) – Registrato il 20 settembre 1966
2. I Want You – 3:25 (Bob Dylan) – Registrato il 20 settembre 1966
3. Alone and Forsaken – 2:48 (Hank Williams) – Registrato il 20 settembre 1966
4. Walter L. – 4:39 (Gary Burton) – Registrato il 19 settembre 1966
5. Born to Lose – 2:43 (Frankie Brown) – Registrato il 21 settembre 1966
6. Beauty Contest – 1:40 (Gary Burton) – Registrato il 21 settembre 1966
7. Epilogue – 0:23 (Gary Burton) – Registrato il 21 settembre 1966

### CD
Edizione CD del 1989, pubblicato dalla Bear Family Records (BCD 15458)
1. Gone (Smokey Rogers)
2. Tennessee Firebird (Gary Burton)
3. Just Like a Woman (Bob Dylan)
4. Black Is the Color of My True Love's Hair (Tradizionale)
5. Faded Love (Bob Wills, J Wills)
6. Panhandle Rag (Leon McAuliffe) – Traccia bonus
7. I Can't Help It (Hank Williams)
8. I Want You (Bob Dylan)
9. Alone and Forsaken (Hank Williams)
10. Walter L. (Gary Burton)
11. Born to Lose (Frankie Brown)
12. Beauty Contest (Gary Burton)
13. Epilogue (Gary Burton)

## Musicisti
- Gary Burton – vibrafono, piano, organo
- Steve Marcus – sassofono tenore, sassofono soprano
- Buddy Spicher – fiddle
- Sonny Osborne – banjo
- Bobby Osborne – mandolino
- Charlie McCoy – armonica
- Buddy Emmons – chitarra steel
- Ray Edenton – chitarra
- Jimmy Colvard – chitarra
- Chet Atkins – chitarra
- Steve Swallow – contrabbasso
- Henry Strzelecki – basso
- Roy Haynes – batteria
- Kenneth Buttrey – batteria

Note aggiuntive
- Chet Atkins e Brad McCuen – produttori
- Registrazioni effettuate al RCA Victor's "Nashville Sound" Studio di Nashville, Tennessee
- Jim Malloy – ingegnere delle registrazioni
- Tom Zimmermann – foto (fronte e retrocopertina) copertina album originale
- Gary Burton – note di retrocopertina album originale [4]